# 小田急相模原駅

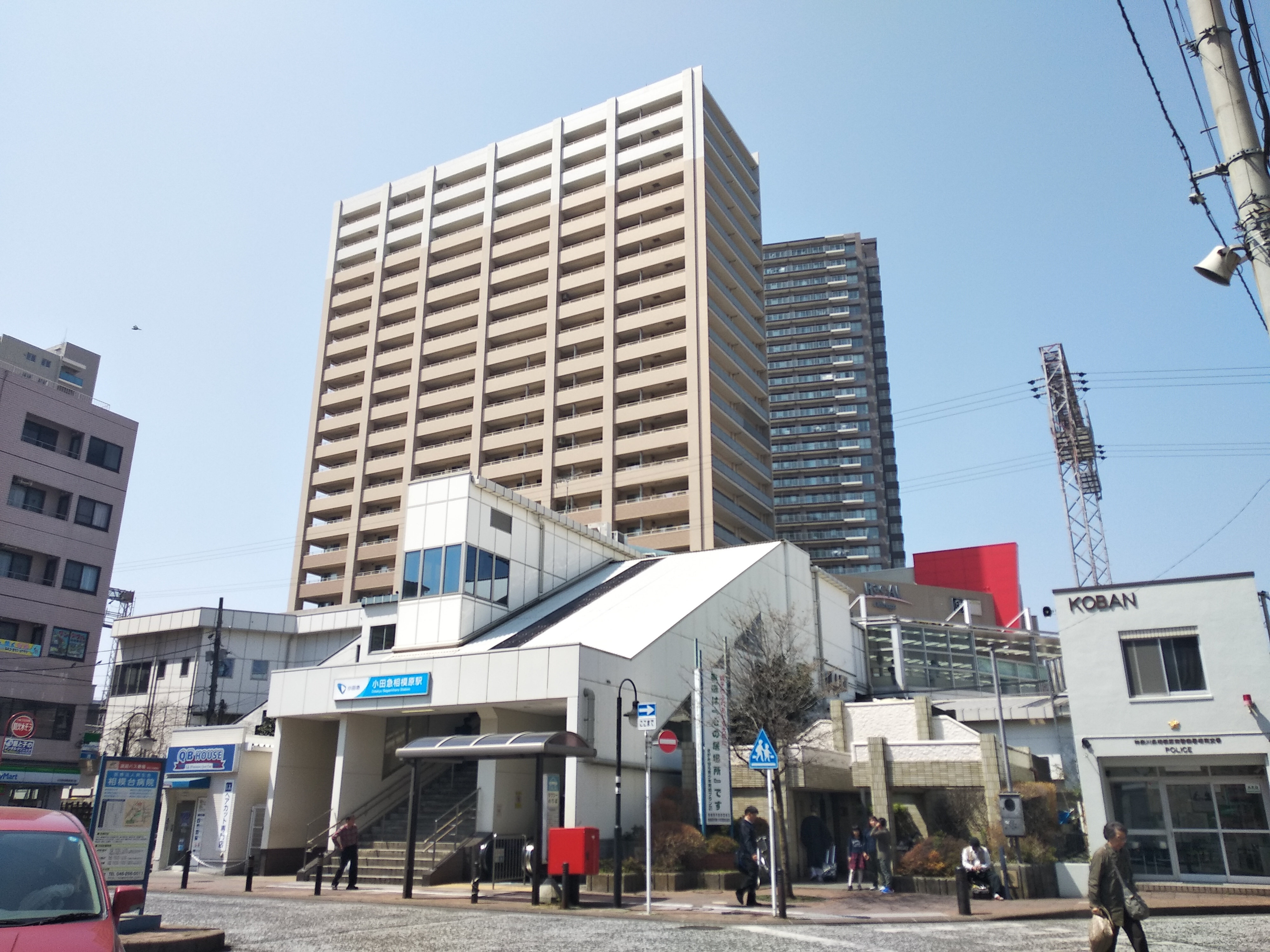
南口（2019年4月）

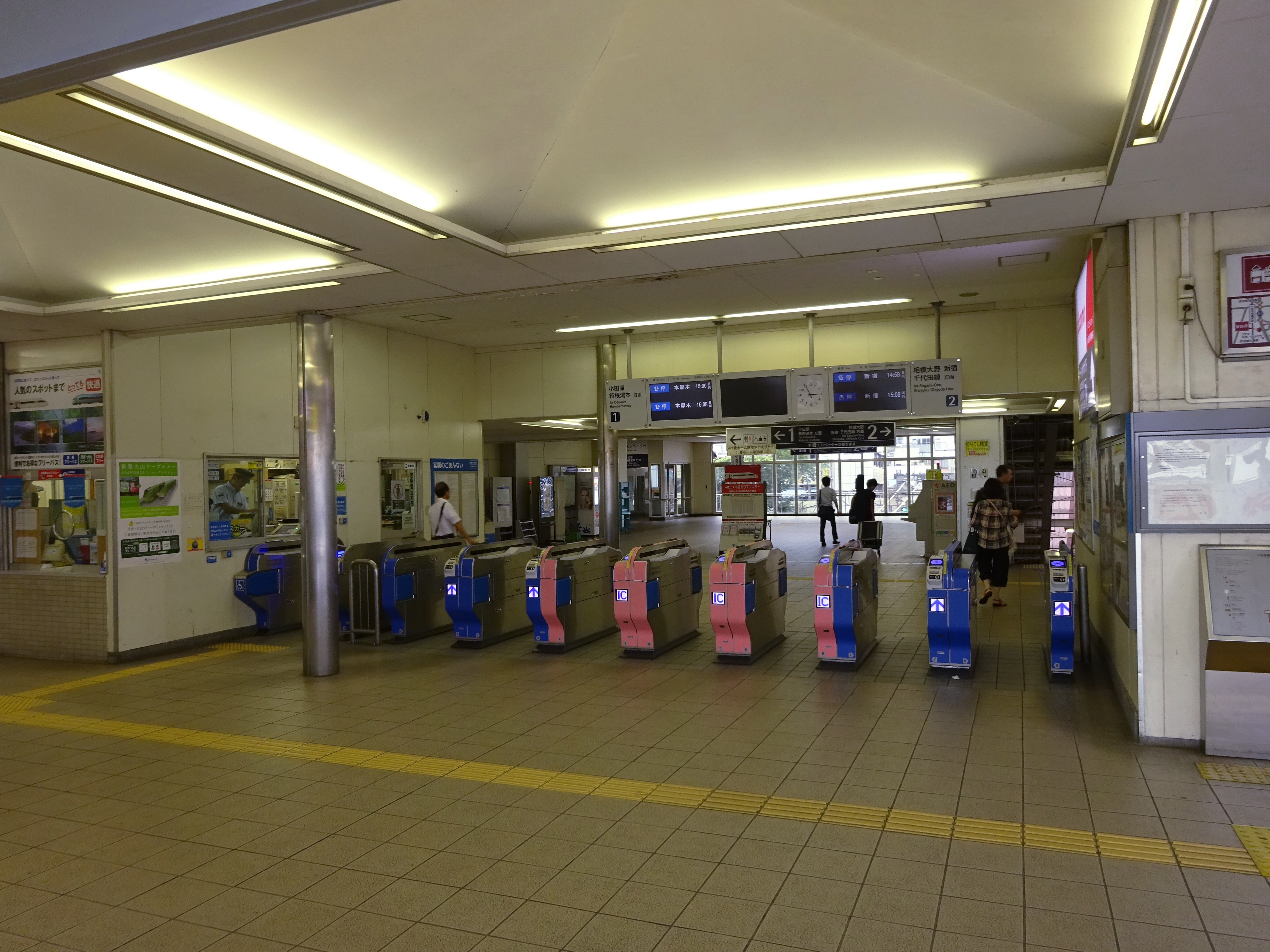
改札口（2015年9月）

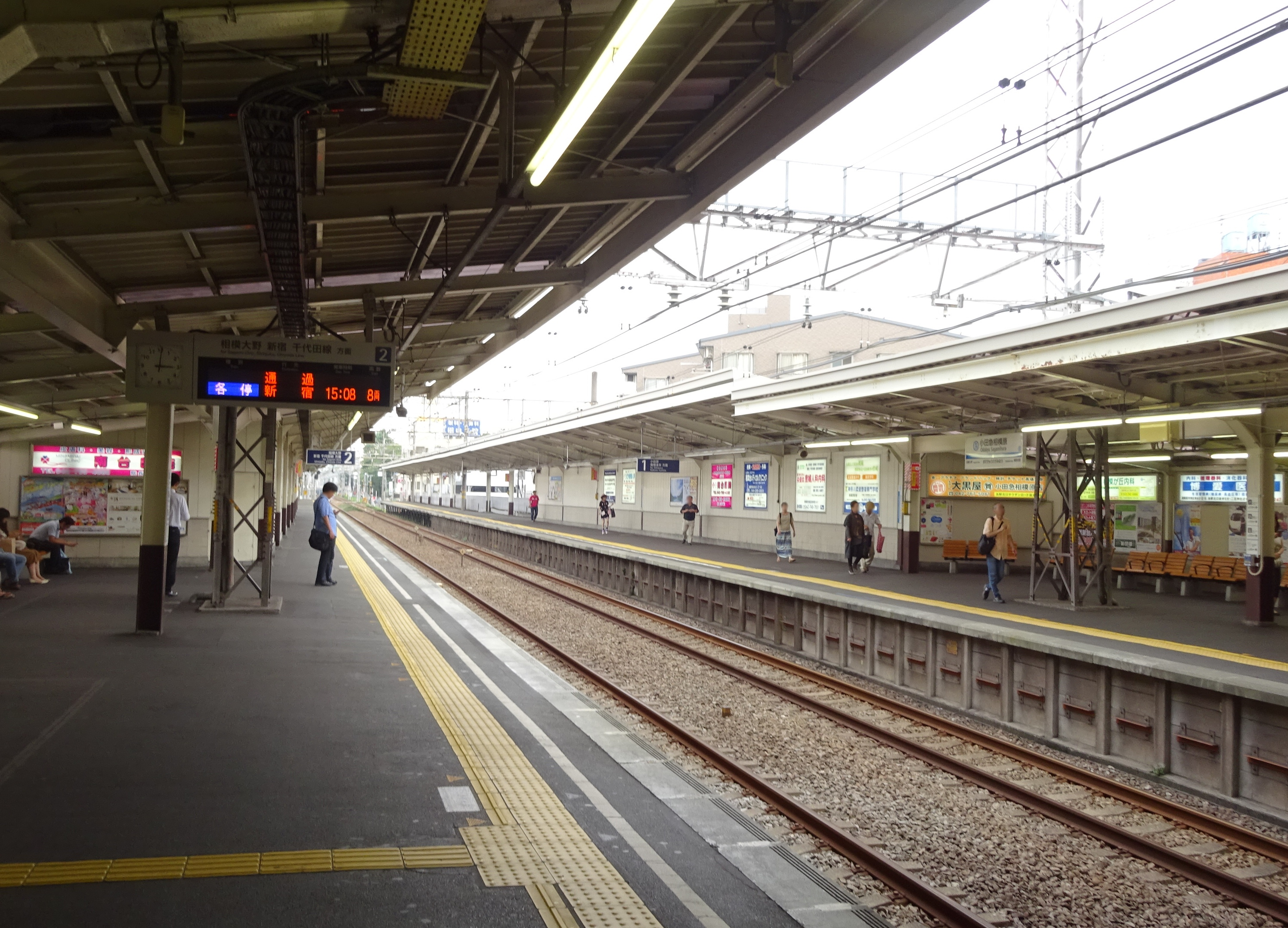
ホーム（2015年9月）

小田急相模原駅（おだきゅうさがみはらえき）は、神奈川県相模原市南区南台三丁目にある、小田急電鉄小田原線の駅である。駅番号はOH 29。地元最寄住民からは「おださが」とも呼称される。

## 歴史
小田急相模原駅があるこの周辺地域は元々「相模野」・「相模原」と呼ばれる原野の一部であり、周辺農村の秣場とされていた。それまで人が誰も住んでおらず江戸時代は狐や兎が住み着く徳川将軍の鷹狩りの一部に過ぎなかった。
江戸末期の嘉永6年（1853年）にこの入会地が分割されて周辺各村の領域に組み込まれ、小田急相模原駅付近は高座郡上鶴間村、新戸村、座間宿村北広野、新田宿村飛び地の各村が境界を接する区域となった。
1875年この地の将来性に着目した高座郡綾瀬村蓼川の平出富士太郎という、豪商(醤油製造業)・豪農(田畑百町歩)の長男で農業の多角経営者が私財を投じて、渋谷村福田の保田善兵衛所有の小田急相模原駅の周りと駅の北側一帯、座間村域の北広野の一部を含むこの地、約二十町歩を購入し、当時の座間村の人々に開拓を勧め呼びかけた。その後、その熱い呼びかけに応えて座間河原宿在住の鈴木孫七以下7名が開拓に加わった。まだ一面の萱（かや）が生い茂る不毛の原野で秣場であった南台に、初めて人の手が入ったのは1877年であり、原野の開拓が進められた。元々この地には府中道（行幸道路）という、厚木から当時の武蔵の国、国府が置かれていた府中に通じる古街道が通っており、開拓はこの街道に沿って行われた。開拓者たちは座間から毎日鍬を担ぎ弁当持参のわらじ履きで通っていた。そのうち1880年12月、新開の中にようやく一戸の家を建てて全員で住み着いた。この時からこの地は中和田新開または蓼川新開と呼ばれるようになった。
1889年の明治の大合併により、駅周辺の村々は高座郡新磯村大字新戸・大字磯部（相模原市南区相模台）、座間村大字座間字北広野・大字新田宿飛地字見分塚（座間市相模が丘五丁目）、この小田急相模原駅がある南台・松が枝町は大野村大字上鶴間字中和田新開となった。
その後、1894年になって新開の座間村域北広野に座間中宿出身者1人が居を構え入植に加わる。1901年には開拓者たちは次々と府中道（現・南台五丁目付近）に沿った本家隣地に分家し、新たな入植者も加わり、新開地は一つの集落として活気をおびて来た。
1919年3月15日、新開四十年記念碑建立時の頃には14戸にまでなって、府中道と辰街道の交差する座間分を含めた未開地のなかに小さな集落が出来上がり、これが小田急相模原駅北口周辺発展の「原点」となった。
1927年4月1日には小田原急行鉄道小田原線が開通したが、新原町田駅～座間駅（現・相武台前駅）間には駅がなく中和田新開を通過するだけであった。
1937年9月30日に、市ヶ谷より陸軍士官学校が座間の地に移転してくると、翌1938年から、大野村上鶴間一帯に臨時東京第三陸軍病院、陸軍電信第一連隊（東部第八十八部隊、現・上鶴間米軍ハウス）などが開設された。
大きな転換点となったのは、前述のとおり臨時東京第三陸軍病院の進出である。1938年3月1日の開院に合わせ、小田原急行鉄道が、中和田新開を通過していた小田原線上の座間町と大野村の行政界に相模原駅を開業し、後に同駅と同病院を結ぶ街路周辺が市街化する契機となった。同年6月1日には小田原急行鉄道がバス事業営業開始・相模原駅（小田急相模原駅）⇔陸軍第三病院（国立病院機構相模原病院）間。
1941年4月29日、大野村は、座間町、新磯村、上溝町、麻溝村、大沢村、田名村、相原村と合併し、人口48,482人の高座郡相模原町が誕生した。尚、戦時中から座間分・上鶴間分・新戸磯部分の住民は、小田急相模原駅一帯を相模台と呼んでいた。
小田急相模原駅周辺の市街地化と並行して、1958年には日本住宅公団鶴ケ丘団地・翌1959年上鶴間団地竣工など更に住民が増加し発展した。
相模原市上鶴間であった小田急相模原駅周辺は次々と新しい町丁に分割され、南口は1967年10月1日松が枝町、1971年7月1日相南一丁目～四丁目、北口は1969年7月1日南台一丁目～六丁目、相模台一丁目～四丁目として町丁を起立し同時に住居表示を施行。駅西側の座間市大字相模台は1981年6月1日座間市相模が丘一丁目～六丁目と改称、大字を町丁に変更し住居表示を施行した。

### 年表
- 1938年（昭和13年）3月1日：高座郡大野村大字上鶴間中和田新開に相模原駅（さがみはらえき）として開設[12][13]、「直通」・急行の停車駅となる。なお、各停は新宿駅 - 稲田登戸駅（現・向ヶ丘遊園駅）間のみで運行していた。
- 1941年（昭和16年）4月5日：鉄道省横浜線相模原駅が開設。これに伴い同日、小田急相模原駅（おだきゅうさがみはらえき）へ改称[12]。
- 1944年（昭和19年）11月：太平洋戦争戦況悪化に伴い、急行運行中止。
- 1945年（昭和20年）6月：「直通」が廃止。各停が全線運行されることとなり、停車駅となる。
- 1946年（昭和21年）10月1日：準急新設、停車駅となる。
- 1960年（昭和35年）3月25日：通勤準急新設、停車駅となる。
- 2004年（平成16年）12月11日：区間準急新設、停車駅となる。
- 2012年（平成24年）7月17日：行先案内表示器新設、使用開始。
- 2014年（平成26年）1月：OH 29の駅ナンバリング導入、使用開始[14]。
- 2018年（平成30年）3月17日：ダイヤ改正に伴い、通勤準急新設、停車駅となる。

### 駅名の由来
駅開設当時は、町村名（自治体）としての「相模原」はなかった。しかし「相模原軍都計画」などにより「相模原」の呼称が定着しつつあったこと、また開設当時の駅所在地であった大野村で周辺町村との合併計画で「相模原」が新自治体名として有力となったことから、相模原駅が採用された。その後、鉄道省が横浜線に相模原駅を開設したため、「小田急相模原駅」へ改称した。これは当時、お上の権限が強かったことによるもので、現在の京急新子安駅とほぼ同様の理由である。
本駅は相模原市域南端の座間市との市境付近に位置し、横浜線の相模原駅は相模原市域中央部に位置しており、相互の駅は直線距離で約9 km離れている。また、小田急多摩線延伸計画に記されている「相模原駅」も当駅とは異なり、JR相模原駅を計画予定地としている。
1974年（昭和49年）に小田急多摩線の小田急永山駅が開設するまでは、小田急電鉄で唯一駅名に「小田急」を冠する駅であった。現在も小田原線では唯一である。
地域住民からは「オダサガ」と略称され、2014年（平成26年）より毎年10月に小田急相模原駅北口で開催されているイベント「おださがロードフェスタ」にもこの名称が使用され、定着している。

## 駅構造
相対式ホーム2面2線を有する地上駅。橋上駅舎を備え、ホーム階へはエレベーター・エスカレーターで連絡している。
各ホームではエレベーター新設工事が進められ、2007年（平成19年）2月24日に上下ホーム・南口のエレベーターの使用が開始された。同年7月14日に仮北口通路が閉鎖、新北口通路が開通した。

### のりば
| ホーム | 路線     | 方向 | 行先                          |
| ------ | -------- | ---- | ----------------------------- |
| 1      | 小田原線 | 下り | 小田原・箱根湯本方面          |
| 2      | 小田原線 | 上り | 相模大野・新宿・ 千代田線方面 |

### 駅設備
- エレベーター（北口1基・南口1基）
- エスカレーター（北口昇り・下り用各1基・南口昇り・下り用各1基）
- セブンイレブン（改札外）
- 横浜銀行ATMコーナー（改札外）
- トイレ（下りホーム）
- 2012年（平成24年）7月17日、行先案内表示器が新設された[18]。

## 利用状況
2024年度（令和6年度）の1日平均乗降人員は52,578人である（小田急線全70駅中20位）。
近年の1日平均乗降・乗車人員の推移は以下の通り。
| 年度               | 1日平均 乗降人員 | 1日平均 乗車人員 | 出典                |
| ------------------ | ---------------- | ---------------- | ------------------- |
| 1975年（昭和50年） | 48,952           | 24,141           |                     |
| 1980年（昭和55年） | 50,881           | 25,695           |                     |
| 1985年（昭和60年） | 54,001           | 27,156           |                     |
| 1989年（平成元年） | 61,564           |                  |                     |
| 1990年（平成02年） |                  | 31,449           |                     |
| 1993年（平成05年） | 63,542           |                  |                     |
| 1995年（平成07年） |                  | 30,327           | [ 神奈川県統計 1 ]  |
| 1998年（平成10年） | 57,429           | 29,351           | [ 神奈川県統計 2 ]  |
| 1999年（平成11年） |                  | 28,860           | [ 神奈川県統計 3 ]  |
| 2000年（平成12年） |                  | 28,555           | [ 神奈川県統計 3 ]  |
| 2001年（平成13年） |                  | 28,543           | [ 神奈川県統計 4 ]  |
| 2002年（平成14年） | 55,895           | 28,402           | [ 神奈川県統計 5 ]  |
| 2003年（平成15年） | 55,944           | 28,389           | [ 神奈川県統計 6 ]  |
| 2004年（平成16年） | 55,388           | 28,002           | [ 神奈川県統計 7 ]  |
| 2005年（平成17年） | 54,477           | 27,585           | [ 神奈川県統計 8 ]  |
| 2006年（平成18年） | 54,111           | 27,419           | [ 神奈川県統計 9 ]  |
| 2007年（平成19年） | 54,473           | 27,595           | [ 神奈川県統計 10 ] |
| 2008年（平成20年） | 55,754           | 28,182           | [ 神奈川県統計 11 ] |
| 2009年（平成21年） | 55,392           | 27,940           | [ 神奈川県統計 12 ] |
| 2010年（平成22年） | 55,034           | 27,719           | [ 神奈川県統計 13 ] |
| 2011年（平成23年） | 54,366           | 27,386           | [ 神奈川県統計 14 ] |
| 2012年（平成24年） | 55,530           | 27,969           | [ 神奈川県統計 15 ] |
| 2013年（平成25年） | 56,767           | 28,626           | [ 神奈川県統計 16 ] |
| 2014年（平成26年） | 55,612           | 27,978           | [ 神奈川県統計 17 ] |
| 2015年（平成27年） | 56,293           | 28,330           | [ 神奈川県統計 18 ] |
| 2016年（平成28年） | 56,153           | 28,233           | [ 神奈川県統計 19 ] |
| 2017年（平成29年） | 56,568           | 28,431           | [ 神奈川県統計 20 ] |
| 2018年（平成30年） | 57,597           | 28,943           | [ 神奈川県統計 21 ] |
| 2019年（令和元年） | 57,496           | 28,920           | [ 神奈川県統計 22 ] |
| 2020年（令和02年） | 43,632           | 21,893           | [ 神奈川県統計 23 ] |
| 2021年（令和03年） | 45,726           | 22,974           | [ 神奈川県統計 24 ] |
| 2022年（令和04年） | 49,416           |                  |                     |
| 2023年（令和05年） | 51,545           |                  |                     |
| 2024年（令和06年） | 52,578           |                  |                     |

## 駅周辺
近年、駅周辺は相模原市および座間市の地域拠点として積極的な再開発事業が行われ、東京や横浜などのベッドタウンとして人口が増加し、急速に都市化している。
当駅は相模原市と座間市の市境に位置し、当駅南西にある踏切の先は座間市となっている。駅北側には県道町田厚木線（行幸道路）が通り、国立病院機構相模原病院方面に向かって「サウザンロード相模台商店街」が形成されている。南口付近は松が枝町付近に商店が広がる。1960年代より日本住宅公団公団鶴が丘団地等の宅地開発が始まり1970年代にはピークを迎え、相模原・座間両市域に広範囲な住宅地が形成されている。北口・南口ともに多くの飲食チェーン店が軒を連ね、特に南口はラーメン店が多くなっている。

### 再開発事業

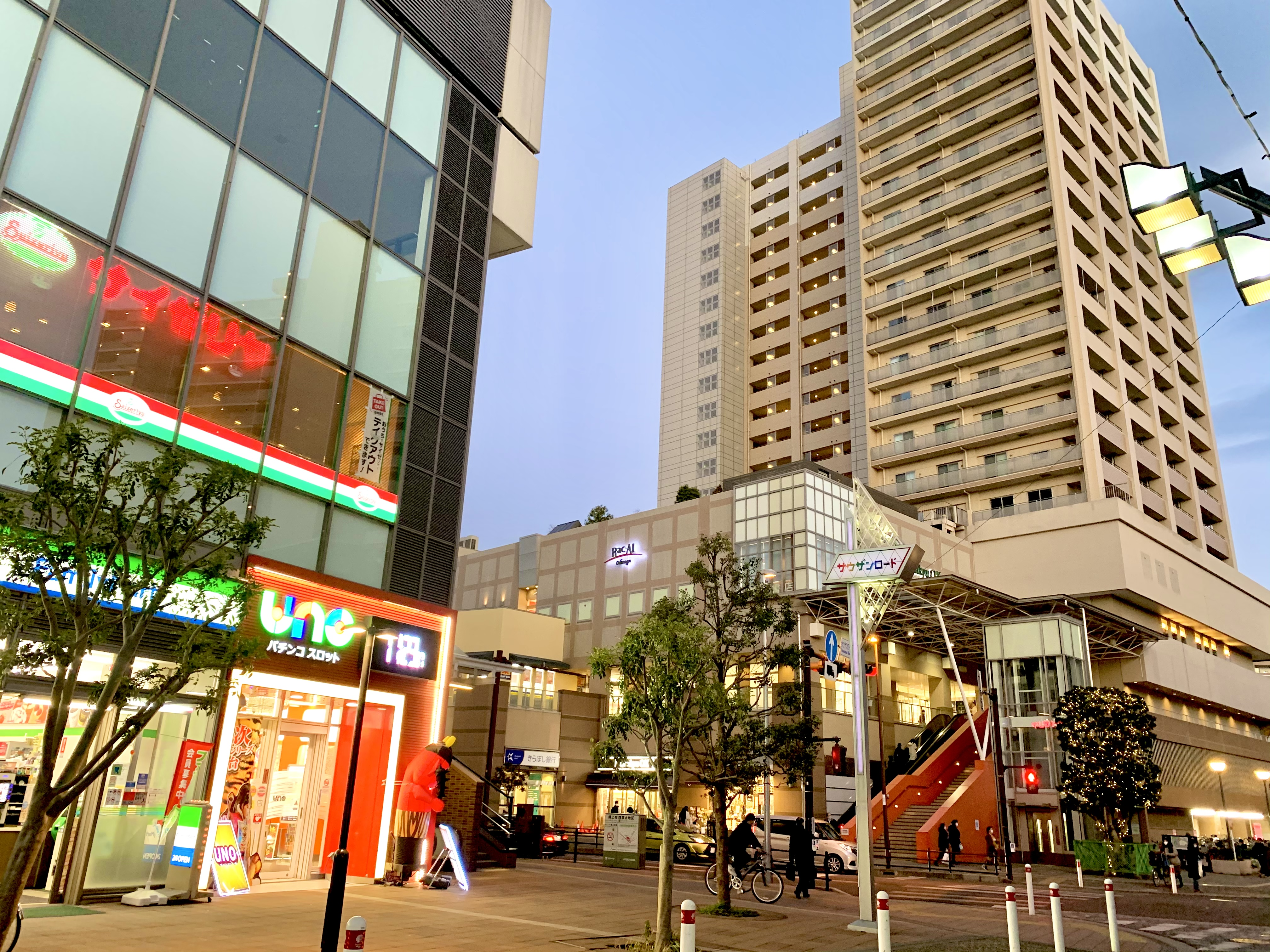
ラクアル・オダサガ

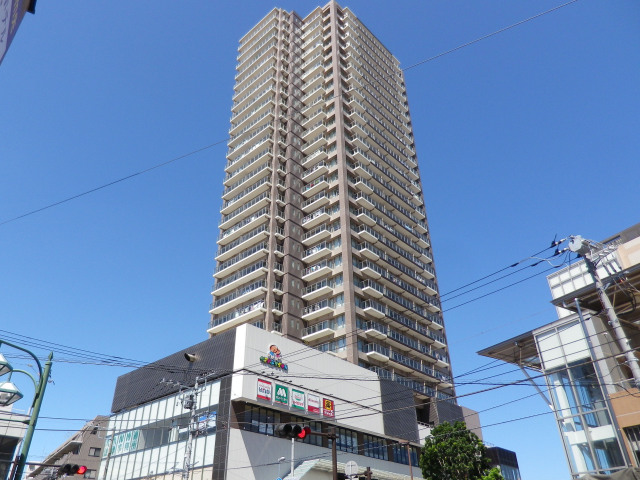
ペアナードオダサガ

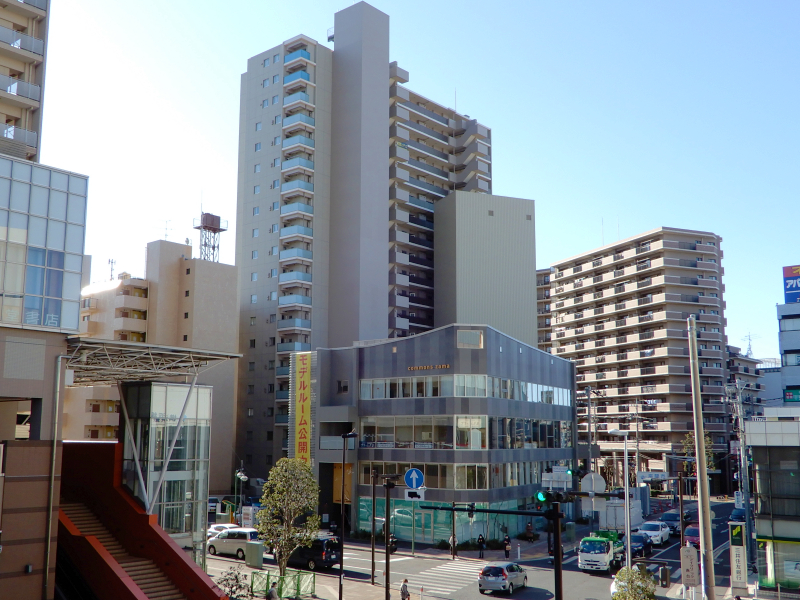
リビオタワー小田急相模原 コモンズざま

駅北口は再開発事業が行われ、2005年（平成17年）3月24日には北口駅前ロータリーが閉鎖され、東側に仮設駅前広場とロータリーが移転した。
北口旧広場には地下4階地上20階の再開発ビル「ラクアル・オダサガ」が建設され、2007年（平成19年）12月2日に開業した。地下2 - 3Fは市営自動車駐車場、地下1Fはオダサカ自転車駐車場、1 - 3Fは商業施設、4Fは相模原市の文化施設が入居し、5F以上は集合住宅となっている。再開発前は駅前広場が狭く、歩行者や自転車・自動車などで常に混雑していたが、再開発によりビル建設と共に駅前広場が整備された。
続いて行幸道路北側に、地下1階地上29階の再開発ビル「ペアナードオダサガ」が建設され、2013年（平成25年）10月10日に開業した。1階・2階は商業モール、3階はクリニックモール、4階以上は集合住宅となっている。また県道横断デッキも建設され、2階部分で小田急相模原駅やラクアル・オダサガと接続し、歩行者は県道町田厚木線（行幸道路）を横断することなく両施設を行き来出来るようになった。
この県道横断デッキには、両再開発ビル管理組合が市と契約を結んで2018年（平成30年）3月にネーミングライツを導入「ラクアル/ペアナードオダサガ歩道橋」という愛称が付けられた。歩道橋に愛称が付されるのは相模原市内で初となる。
相模原市によれば、これらの再開発事業については当初の目標は概ね実現されたと評価しており、駅周辺の利便性は向上している。
さらに駅北口の行幸道路東側（座間市域）では、小田急相模原駅前西地区第一種市街地再開発事業が進められ、2019年1月に再開発ビル「リビオタワー小田急相模原」が完成した。なお「リビオタワー小田急相模原」の建設段階から、「リビオタワー小田急相模原」の2階と「ペアナードオダサガ」の2階との間にも県道を横断するデッキを建設する計画があるが、「リビオタワー小田急相模原」が座間市側、「ペアナードオダサガ」が相模原市側にあることから、両市の間で調整を図ることとされている。
また2019年（令和元年）現在、駅周辺地域で「麻溝台・新磯野地区整備推進事業」が行われている。
minanoba相模原が2025年3月5日にグランドオープンした。

### 北口
ラクアル・オダサガ
- Odakyu OX 相模原店
- マクドナルド 小田急相模原駅店
- マツモトキヨシ 小田急相模原駅前店
- きらぼし銀行 相模台支店
- ココス 小田急相模原店
- チャイナダイニング紅高粱
- インド・アジアンダイニング&バー ミサン 小田急相模原店
- 啓文堂書店 小田急相模原店
- ダイソー ラクアル・オダサガ店

ペアナードオダサガ
- セイムス 小田急相模原駅前店
- ペアナードオダサガ クリニックモール
- ケイ・レガーロ（靴店）
- サイゼリヤ 小田急相模原駅前店
- 大戸屋ごはん処 小田急相模原店
- 上島珈琲店 ペアナードオダサガ店

リビオタワー小田急相模原コモンズざま
- 座間市立市民交流プラザ「プラっとざま」
- 座間市立第2子育て支援センター ざまりんのおうち「ひまわり」

その他の施設
- サウザンロード相模台商店街
- 相模台まちづくりセンター・相模台公民館
- 横浜銀行 相模台支店
- 平塚信用金庫 相模台支店
- 座間郵便局
  - ゆうちょ銀行 座間店
- 相模台郵便局
- 国立病院機構相模原病院
- 米軍相模原住宅
- 相模原南警察署 南大野交番
- 二宮神社
- スーパー三和 相模台店
- minanoba相模原
  - ライフ minanoba相模原店

### 南口
- イトーヨーカドー 相模原店
- アクト南口一番街商店街
- 相模銀座商店会
- メイト相南商店会
- 相模原南警察署 小田急相模原駅前交番
- みずほ銀行 小田急相模原支店
- 神奈川銀行 相模台支店
- 相模原松が枝郵便局
- 東海大学付属相模高等学校・中等部
- スーパー三和 相模が丘店
- 米山旅館
- 相模台病院
- 座間市北地区文化センター

## バス路線

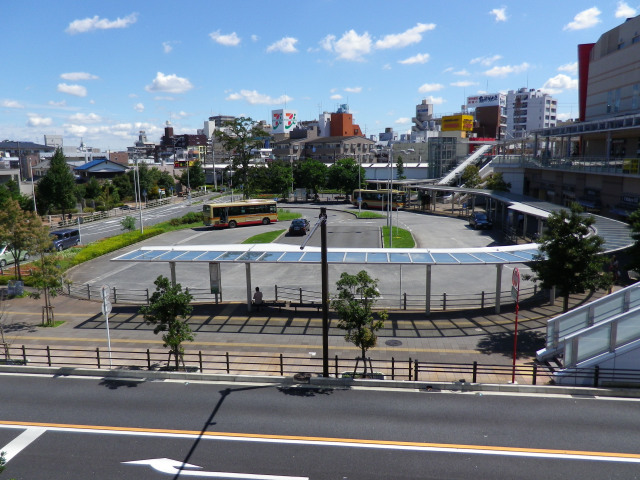
北口広場

北口にバス乗り場がある。神奈川中央交通により以下の路線が運行されている。
小田急相模原駅
| 1番 - 国立相模原病院方面 |                              |                           |
| 小04                     | 麻溝台                       | 北里大学病院・北里大学 行 |
| 小14                     | 北里大学病院・北里大学       | 麻溝車庫 行               |
| 相21                     | 北里大学病院・北里大学       | 相模原駅南口 行           |
| 古09                     | 大沼                         | 古淵駅 行                 |
| 小11                     |                              | 相武台グリーンパーク 行   |
| 2番                      |                              |                           |
| 小02                     | ひばりが丘                   | 南林間駅 行               |
| 小03                     | イオンモール座間・ひばりが丘 | 南林間駅 行               |
| 小05                     | 直行                         | イオンモール座間 行       |
| 小06                     | 豊町                         | 相模大野駅北口 行         |
| 3番 - 降車場             |                              |                           |

## 急行の停車要望
神奈川県鉄道輸送力増強促進会議は、2013年度の小田急電鉄向け要望書で、ラッシュ時間帯に当駅への急行停車を要望しているが、小田急電鉄はこれに対し「急行の速達性を損なう」との理由で停車の計画はないとしている。これは東林間駅とほぼ同じ理由である。

## 隣の駅
小田急電鉄
 小田原線

■快速急行・■急行
通過
□通勤準急・■準急・■各駅停車（通勤準急は平日朝上り、準急は平日夜間下りのみ）
相模大野駅 (OH 28) - （相模大野分岐点） - 小田急相模原駅 (OH 29) - 相武台前駅 (OH 30)